# كارين كليفتون
كارين كليفتون (بالإسبانية: Karen Hauer)‏ هي راقصة فنزويلية، ولدت في 20 أبريل 1982 في بلنسية في فنزويلا.

## روابط خارجية
- كارين كليفتون على موقع IMDb (الإنجليزية)